# Quadrante Europa
Quadrante Europa è una zona produttiva di Verona, posta all'incrocio delle autostrade del Brennero e della Serenissima, e all'incrocio delle corrispondenti linee ferroviarie (ferrovia del Brennero e ferrovia Milano-Venezia). Originariamente il nome riguardava solo l'interporto, che si estende su una superficie di forma quadrata; oggi il nome che deriva dalla posizione immediatamente a sud - ovest dell'incrocio tra le linee ferroviarie del Brennero e Torino - Trieste ed immediatamente a nord est dell'incrocio tra le autostrade Modena - Innsbruck e Milano - Venezia, che costituiscono così due assi cartesiani, viene utilizzato per l'intera area nodale, che oggi vede la presenza anche del mercato ortofrutticolo.
Il Quadrante Europa è il punto di incontro ideale per il trasporto merci sia stradale, che ferroviario ed aereo, essendo collegato anche all'aeroporto di Verona-Villafranca. Da qui vi passano traffici merci provenienti o diretti al nord Europa, attraverso il Brennero, e i traffici da e per la Francia e la Spagna per i Paesi dell'est Europa.
Secondo i dati della classifica 2019 redatta da Deutsche Gvz-Gesellschaft mbH, l'interporto veronese è il più importante d'Italia ed il secondo a livello europeo dopo l'interporto di Brema.

## Movimento merci
In questo sistema di servizi logistici e intermodali sono insediate più di cento aziende, con oltre 4.500 addetti. Dall'interporto di Verona circola nel 2006 il 30% di tutto il traffico combinato italiano e oltre il 50% del traffico combinato internazionale da e per l'Italia. Il Quadrante Europa è l'interporto che movimenta più merci nel Veneto, ha infatti movimentato 25.589.000 tonnellate di merci nel 2006, su un totate di 30.681.000 di tonnellate movimentate in tutta la regione.

## Centri logistici
L'area destinata ai centri logistici è di circa 220000 m², di cui 150000 m² appartengono a Volkswagen Group Italia, cioè il distributore italiano della Volkswagen, dell'Audi, della Škoda, e della Seat. Volkswagen Group Italia vi ha costruito uffici, con salone per esposizioni, mensa per i dipendenti, un edificio per la formazione e un grande magazzino logistico.

## Zona ferroviaria
Nella zona ferroviaria sono presenti un terminal intermodale da 12 binari, un interterminal con 3 binari e un compact terminal con 5 binari.

## Mercato ortofrutticolo
Il mercato ortofrutticolo sorge su un'area di circa 550000 m² a lato della scalo merci. Nel centro vi è il mercato dell'ortofrutta, il settore ittico, il settore florovivaistico ed il settore agroalimentare. È presente anche un edificio direzionale per le aziende del settore terziario.